# Naucleopsis ulei
Naucleopsis ulei är en mullbärsväxtart. Naucleopsis ulei ingår i släktet Naucleopsis och familjen mullbärsväxter.

## Underarter
Arten delas in i följande underarter:
- N. u. amara
- N. u. puberula
- N. u. subandina
- N. u. ulei